# مطار كوكس بازار
مطار كوكس بازار (إياتا: CXB، إيكاو: VGCB) هو مطار داخلي يخدم كوكس بازار في بنغلاديش.

## شركات الطيران

### الركاب
| شركـات طيـران              | الوجهات                                                                       | Refs. |
| -------------------------- | ----------------------------------------------------------------------------- | ----- |
| Air Astra                  | مطار شاه جلال الدولي                                                          | [ 2 ] |
| خطوط بيمان بنغلاديش الجوية | مطار شاه أمانات الدولي، مطار شاه جلال الدولي، مطار سيدبور، مطار عثماني الدولي | [ 5 ] |
| نوفو إير                   | مطار شاه جلال الدولي، مطار جيسور، مطار شاه مخدوم                              | [ 7 ] |
| يو إس بنغلا للطيران        | مطار شاه جلال الدولي، مطار جيسور                                              | [ 9 ] |

### الشحن
| شركـات طيـران    | الوجهات                                                                      | Refs.  |
| ---------------- | ---------------------------------------------------------------------------- | ------ |
| Easy Fly Express | مطار شاه جلال الدولي، مطار جيسور                                             | [ 10 ] |
| SkyAir           | مطار شاه أمانات الدولي، مطار شاه جلال الدولي، مطار جيسور، مطار عثماني الدولي | [ 11 ] |